# Resto-Bar
Als Resto-Bar bezeichnet man einen Gastronomiebetrieb, der als eine Mischform aus Restaurant und Bar angesehen werden kann.
Resto-Bars bieten meistens sowohl eine große Auswahl an Speisen als auch an Getränken, so dass man sowohl zum Essen als auch zum Konsumieren alkoholischer Getränke eine Resto-Bar aufsuchen kann. Oftmals gibt es auch Live-Shows von Musikgruppen oder Tanzdarbietungen.
Ende der 1990er-Jahre kamen Resto-Bars in Mode, in denen ein DJ elektronische Tanzmusik (meistens ruhigeren House) oder Lounge-Musik auflegt.